# (6786) Doudantsutsuji
(6786) Doudantsutsuji ist ein Asteroid des äußeren Hauptgürtels, der am 21. Februar 1991 von den japanischen Astronomen Shigeru Inoda und Takeshi Urata an der Sternwarte (IAU-Code 889) in Nasukarasuyama in der Präfektur Tochigi in Japan entdeckt wurde.
Der Asteroid wurde am 28. September 1999 nach der japanischen Bezeichnung für Enkianthus perulatus, die Frühblühende Prachtglocke aus der Pflanzengattung der Prachtglocken benannt, die auf Hokkaido, Honshu, Shikoku und im nördlichen Taiwan vorkommt.
Der Himmelskörper gehört zur Themis-Familie, einer Gruppe von Asteroiden, die nach (24) Themis benannt wurde.